# Richard Bethell
Richard Bethell, 1. baron Westbury (ur. 30 czerwca 1800 w Bradford on Avon, zm. 20 lipca 1873 w Londynie) – brytyjski prawnik i polityk, członek stronnictwa wigów i Partii Liberalnej, minister w drugim rządzie lorda Palmerstona.
W 1818 ukończył studia na Uniwersytecie Oksfordzkim. W 1823 rozpoczął praktykę adwokacką w korporacji Middle Temle. W 1840 został Radcą Królowej. W 1851 został wicekanclerzem Księstwa Lancaster. W tym samym roku został wybrany do Izby Gmin jako reprezentant okręgu Aylesbury. Od 1859 reprezentował okręg wyborczy Wolverhampton. W 1861 otrzymał tytuł 1. baron Westbury i zasiadł w Izbie Lordów.
W 1852 r. został radcą generalnym Anglii i Walii. W latach 1856–1858 i 1859–1861 był prokuratorem generalnym. Po śmierci lorda Campbella w 1861 r. objął stanowisko lorda kanclerza. W 1865 podał się do dymisji. W czasie swojej kariery politycznej doprowadził do uchwalenia m.in. Divorce Act (1857) oraz Land Registry Act (1862).
Zmarł w 1873 r. Tytuł parowski odziedziczył jego syn, Richard.